# 微绒毛凤仙花
微绒毛凤仙花（学名：Impatiens tomentella）是凤仙花科凤仙花属的植物，为中国的特有植物。分布于中国大陆的云南等地，生长于海拔1,400米至1,800米的地区，常生于山坡常绿阔叶林下阴湿处，目前尚未由人工引种栽培。